# Камюза, Николай
Николай Камюза (фр. Nicolas Camuzat; 1575—1655) — французский историк и издатель.
Каноник города Труа, опубликовал ряд важных трудов по истории: «Chronologia ab urbis origine ad annum Christi 1220, cum appendice usque ad annum 1223» (Труа, 1608); «Promptuarium sacrarum antiquitatum Tricassinae diocesis» (Труа, 1610): «Historia Albigensium» хрониста-цистерцианца Пьера из Во-де-Серне (Труа, 1615); «Mélanges historiques ou Recueil de plusieurs actes, traités, lettres missives etc., pour servir à l’histoire depuis 1390 jusqu’en 1580» (Труа, 1619; наиболее известный и важный труд Камюза).